# TV4 Mitt
TV4 Mitt var en TV4-kanal som sänder nyheter i Jämtland och Västernorrland. TV4-gruppen har nu[när?] delat upp stationen och sänder ut två editioner, TV4 Sundsvall och TV4 Östersund.